# Mitracarpus acunae
Mitracarpus acunae är en måreväxtart som beskrevs av Brother Alain. Mitracarpus acunae ingår i släktet Mitracarpus och familjen måreväxter. Inga underarter finns listade i Catalogue of Life.